# Cúpula del Milenio
La Cúpula del Milenio es un edificio multiusos con forma de cúpula que fue instalado por primera vez en Zaragoza durante su Exposición Internacional de 2008. Posteriormente fue adquirida por el Ayuntamiento de Valladolid y montada en esa ciudad en la Plaza del Milenio. Abrió en 2011.

## Historia

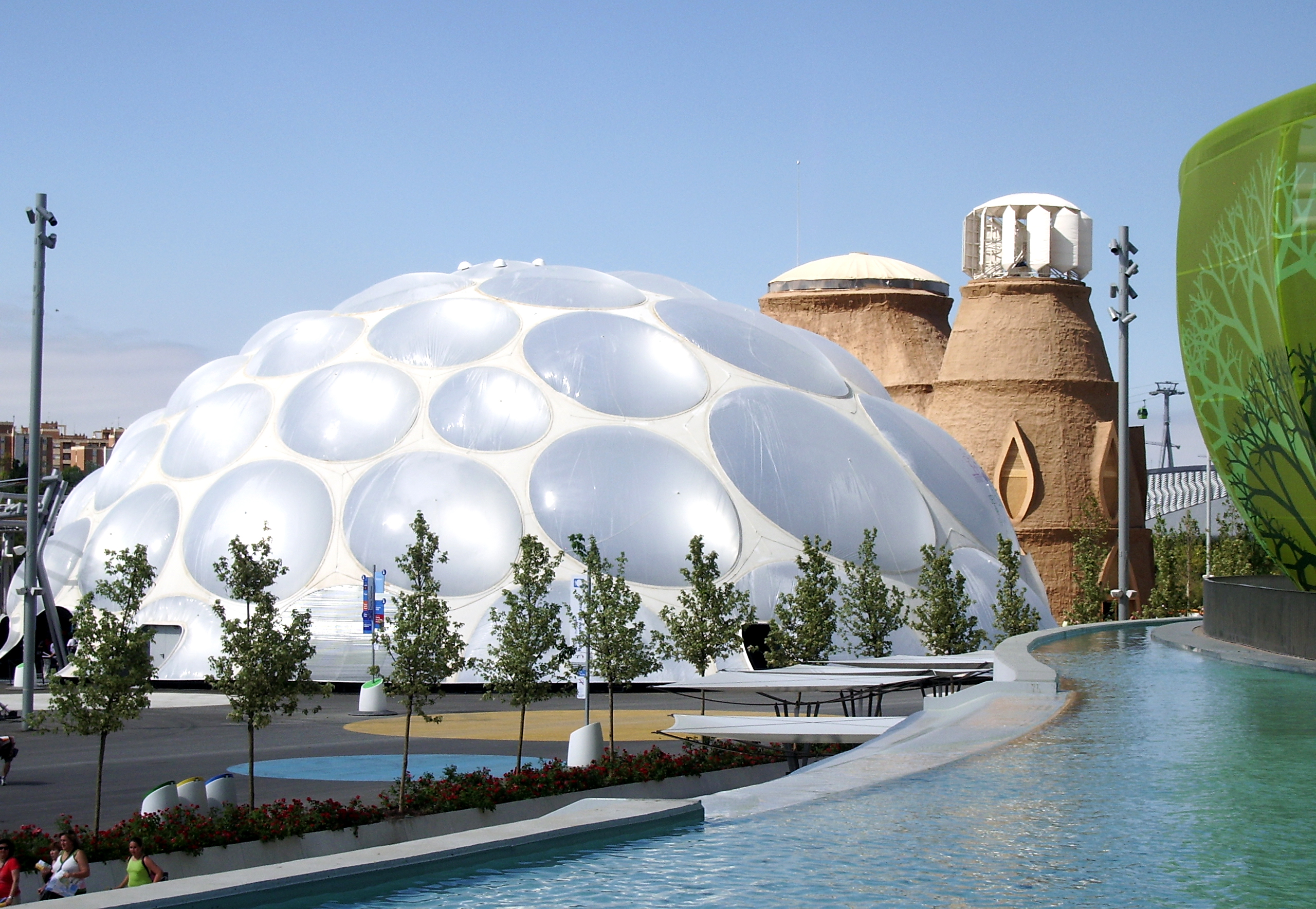
El pabellón "Sed" fue una de las Plazas temáticas de la Exposición Internacional de Zaragoza en 2008.

La Cúpula del Milenio, que da nombre a la Plaza del Milenio, fue traída desde la Expo Zaragoza 2008, donde formó parte como el Pabellón SED. Reubicada en Valladolid, se abrió al público en mayo de 2011. Forma parte de un proyecto piloto en España con el que se busca experimentar un nuevo modelo de ciudad que combata al cambio climático.
Se encuentra situada en la plaza del Milenio, junto al río Pisuerga cruzando el Puente de Isabel la Católica en dirección desde el centro de la ciudad hacia las afueras. La operación de traslado y montaje costó 16 millones de euros, hecho que fue criticado. También fue criticado su supuesto extravagante diseño, con colores y con forma de cúpula, que rompe con toda la armonía de los edificios de la ciudad. Con su obra se podría decir que se perseguía un "efecto Guggenheim" en la ciudad.

## Actualidad
La cúpula del Milenio, que cubre el pabellón, tiene una superficie de casi 1.700 metros cuadrados, mientras que el aforo previsto se establece en 1.250 personas sentadas o 2.500 de pie. También dispone de un aparcamiento subterráneo para 402 vehículos, carril bici, restaurante, parque infantil, juegos de agua y mini parque de aventuras.
Actualmente se desarrollan todo tipo de actividades sociales y culturales, como conciertos, congresos, exposiciones, muestras, eventos publicitarios y deportivos...

## Estructura

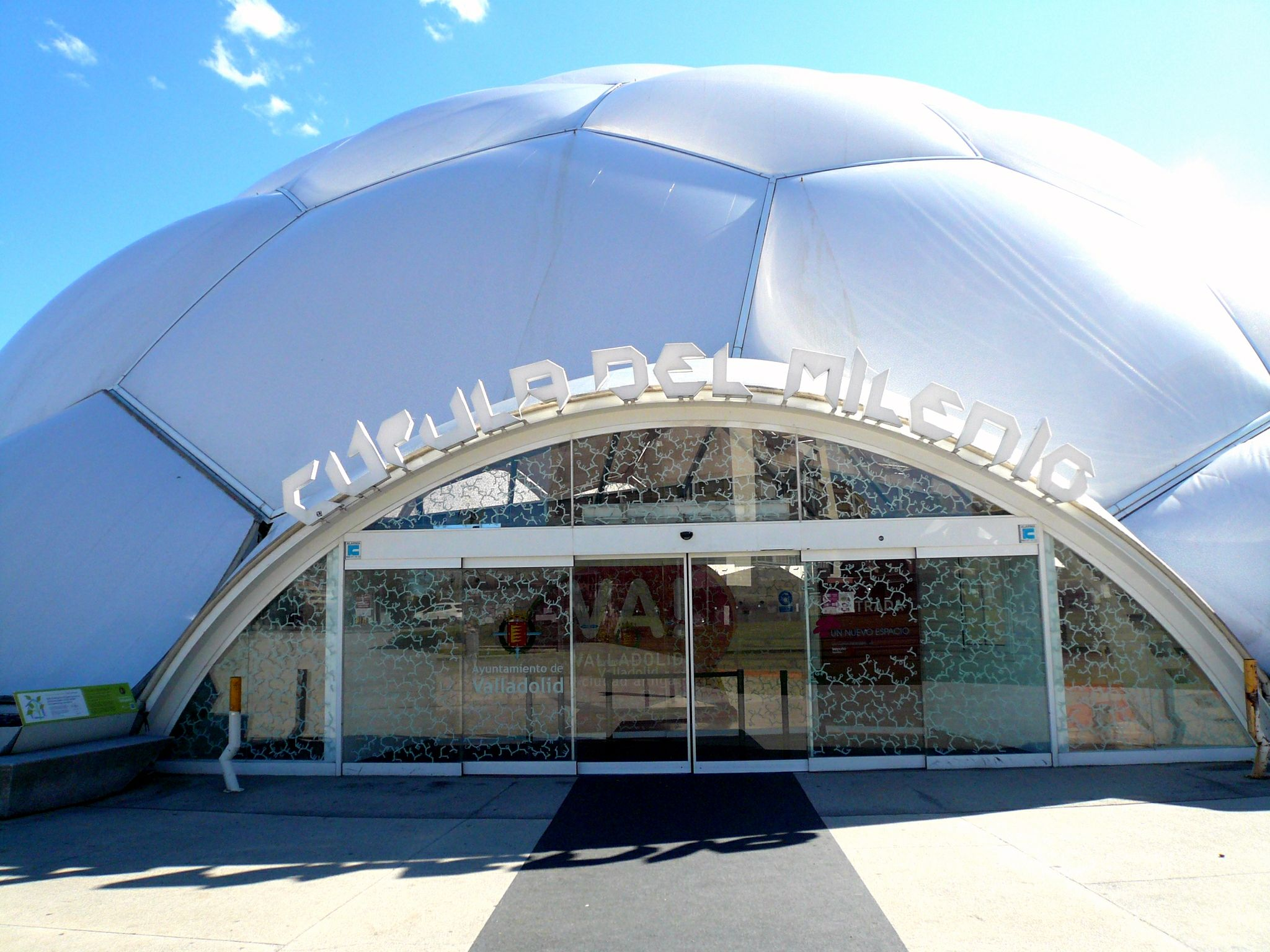
Entrada a la Cúpula del Milenio, año 2023.

Está recubierta de un material, denominado EFTE, cristalino como el vidrio, y resistente, duradero y flexible como el plástico. Y, a diferencia de estos dos elementos altamente contaminantes, es ligero, captura el 90% de la luz solar y emite sólo el 80% por lo que logra iluminación y refrigeración natural, genera la mayor parte de calefacción y aire acondicionado para aclimatar una superficie de más de 1.500 metros cuadrados, excepto unos pocos días al año. Esta refrigeración es posible gracias a sus tres capas. Una de ellas está cubierta de una pintura especial que incorpora micropartículas de aluminio que reflejan el calor solar.
Sin salir del recinto, el suelo también ‘piensa’. Se ensancha y encoge para adecuarse a las paredes si se dilatan. Está realizado de manera continua, sin juntas, por lo que resulta muy flexible y duro a la vez. Sus materiales no proceden de la piedra o mármol, sino de una composición química inocua de aspecto similar y mejor comportamiento